# Fathi Chebel
Fathi Chebel (ur. 19 sierpnia 1956 w Lyonie, Francja) – algierski piłkarz, występujący na pozycji obrońcy. Uczestnik Mistrzostw Świata 1986.

## Kariera klubowa
Fathi Chebel całą piłkarską karierę spędził we Francji. Karierę zaczął w 1974 roku w klubie FC Villefranche. W 1975 przeszedł do pierwszoligowego AS Nancy i grał w nim przez cztery lata. W 1979 zdobył z Nancy Puchar Francji.
W latach 1979–1980 grał w FC Metz, gdzie trenerem był były polski piłkarz Henryk Kasperczak. Po sezonie spędzonym w saudyjskim Riyadzie, przez trzy lata Chebel występował w Besançon RC. Ostatnie sześć lat kariery to nieustanne zmiany klubów. Podczas tego okresu Chebel grał w: Racingu Paryż, AS Béziers, FC Bourges, FC Martigues, US Créteil (gdzie był krótko również trenerem), RC Lens i ponownie w US Créteil, gdzie zakończył karierę w 1991 roku.

## Kariera reprezentacyjna
Fathi Chebel występował w reprezentacji Algierii w latach osiemdziesiątych. Z reprezentacją Algierii uczestniczył w zwycięskich eliminacjach do Mistrzostw Świata 1982, na finały jednak nie pojechał.
Pojechał za to cztery lata później.
Na mundialu był rezerwowym i nie wystąpił w żadnym meczu.